# Серебряные Пруды (Волгоградская область)
Сере́бряные Пруды́ — упразднённый посёлок на территории современного Фроловского района Волгоградской области России. С момента создания района на территории населённого пункта находится санаторий, позднее — детский оздоровительный лагерь.

## Административно-территориальное деление
На 1 января 1936 года санаторий «Серебряные пруды» входил в состав Вешенского сельсовета Фроловского района Волгоградской области.
По данным областного статистического управления на 1949 год Фроловский район включал хутор Серебряные пруды.
На основании Указа Президиума Верховного Совета РСФСР от 18 июня 1954 года № 744/83 «Об объединении сельских Советов Сталинградской области», решением исполнительного комитета Сталинградского областного Совета депутатов трудящихся от 24 июня 1954 года № 15/801 были объединены Вешенский и Рубеженский сельсоветы Фроловского района в один Арчединский сельсовет, куда вошёл и посёлок санатория «Серебряные пруды».
Решением исполнительного комитета Волгоградского областного Совета депутатов трудящихся от 8 июля 1974 года № 19/784 «Об исключении из учётных данных некоторых населенных пунктов области» был исключен из учётных данных как фактически не существующий посёлок Серебряные пруды Арчединского сельсовета (жители переселились в посёлок Образцы).

## История
Поселение связано с именем местного помещика и мелиоратора Александра Михайловича Жеребцова. Пруды являются частью созданной им в конце XIX века оросительной системы. Сохранилась и его деревянная усадьба, которая используется в качестве одного из зданий детского лагеря.
В 1941 году очередная смена пионерского лагеря Артек была эвакуирована из Крыма. С мая  по сентябрь 1942 года смена находилась в санатории «Серебряные пруды», что нашло отражение в книгах участников тех событий.

## Достопримечательности

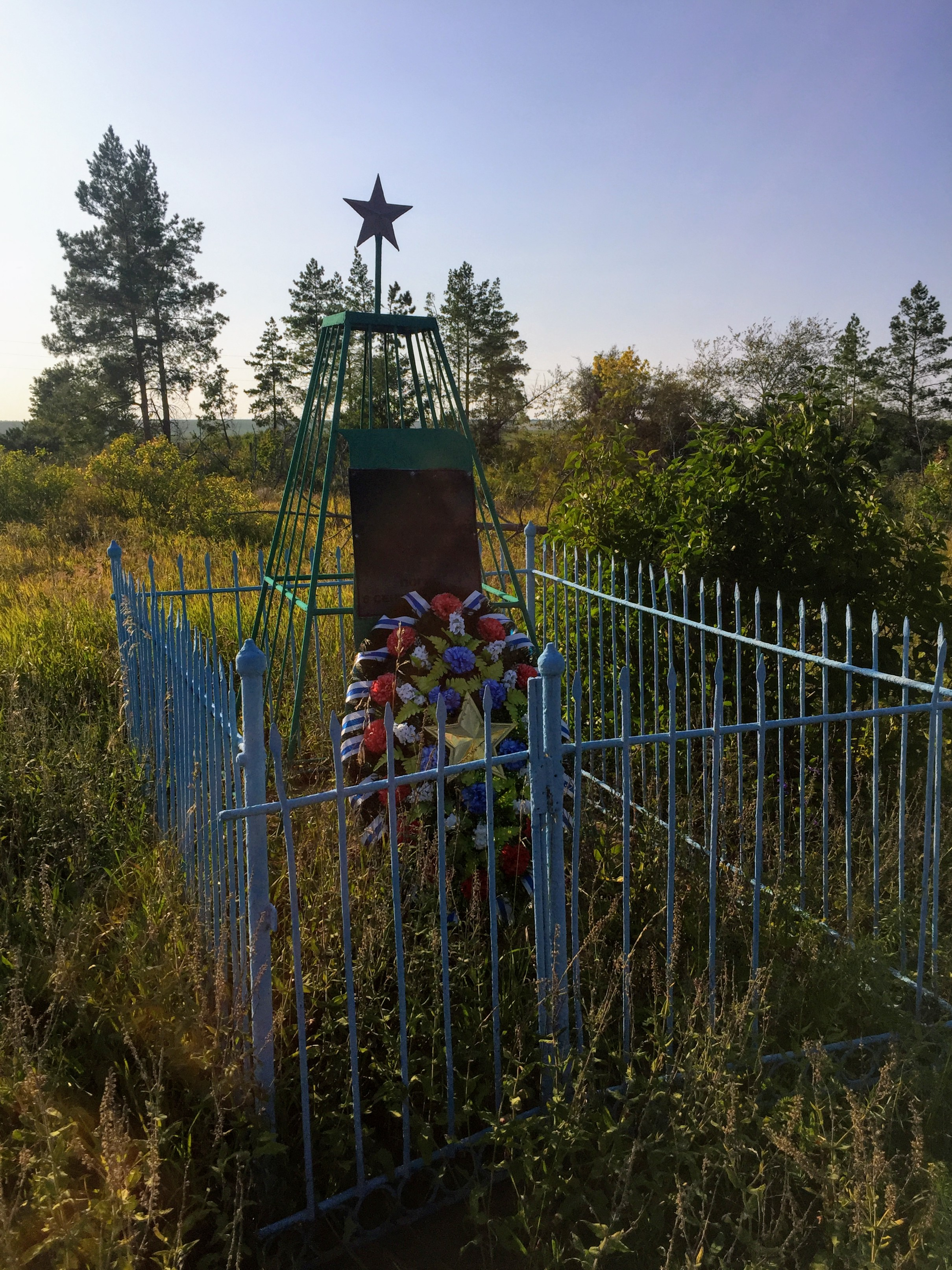
Могила С.Т. Тимофеева

На территории лагеря находится объекта культурного наследия категории «памятник истории регионального значения» — Могила Тимофеева Сергея Тимофеевича, погибшего в период Сталинградской битвы 6 сентября 1942 года (1942, 1960 гг.).
На центральной аллее, ведущей от входа к зданию усадьбы, расположен бюст Героя Советского Союза Елены Стемпковской.
Деревянная усадьба Александра Михайловича Жеребцова.